# The Party Aint Over Yet... - 2006 Tour - Limited Edition 2 CD Set
The Party Aint Over Yet... - 2006 Tour - Limited Edition 2 CD Set è un album rarità del gruppo inglese Status Quo, uscito nel 2006.

## Il disco
Si tratta di un doppio CD, contenente le tracce dell'album The Party Ain't Over Yet del 2005, e come secondo CD, delle tracce Live e brani inediti.

## Tracce

### Tracce disco 1
1. The Party Ain't Over Yet - 3:50 - (David)
2. Gotta Get Up and Go - 4:17 - (Rossi/Young)
3. All That Counts Is Love - 3:41 - (David)
4. Familiar Blues - 5:07 - (Parfitt/Bown)
5. The Bubble - 5:34 - (Bown/Edwards)
6. Belavista Man - 4:21 - (Parfitt/Edwards)
7. Nevashooda - 3:52 - (Bown/Letley)
8. Velvet Train - 3:32 - (Edwards/ Bown)
9. Goodbye Baby - 4:07 - (Rossi/Young)
10. You Never Stop - 4:31 - (Rossi/Parfitt/Edwards/Bown/Letley)
11. Kick Me When I'm Down - 3:16 - (David/Wilder)
12. Cupid Stupid - 3:51 - (Rossi/Young)
13. This Is Me - 4:45 - (Parfitt/Edwards)

### Tracce disco 2
1. The Party Aint Over Yet (Single Mix) - 3:52 - (David)
2. Bellavista Man (Live At Emden) - 4:27 - (Parfitt/Edwards)
3. I'm Not Ready - 4:34 - (Rossi/Young)
4. I'm Watching Over You - 3:49 - (Rossi/Young)
5. Gerdundula (Live 2005) - 2:15 - (Manston/James)
6. Exclusive Live Medley From Liverpool Pops 05 Featuring: Mystery Song; Railroad; Most Of the Time; Wild Side Of Life; Rolling Home; Again And Again - 10:05 - (Status Quo)

### Contenuto Multimediale
1. The Party Aint Over Yet (Video)
2. The Party Aint Over Yet (Photo Gallery)

## Formazione
- Francis Rossi (chitarra solista, voce)
- Rick Parfitt (chitarra ritmica, voce)
- John 'Rhino' Edwards (basso, voce)
- Matt Letley (percussioni)
- Andy Bown (tastiere)